# Mesure superprovisionnelle
Une mesure superprovisionnelle est une mesure judiciaire du droit suisse de la procédure civile qui peut être appliquée sur entente d'une des parties dans un cadre d'extrême urgence. Elle a pour but essentiel d’éviter qu’un préjudice ne soit causé à des droits en litige dans une procédure judiciaire.

## Description
Selon le Code de procédure civile suisse (article 265) :

« Mesures superprovisionnelles
1. En cas d'urgence particulière, notamment s'il y a risque d'entrave à leur exécution, le tribunal peut ordonner des mesures provisionnelles immédiatement, sans entendre la partie adverse.
2. Le tribunal cite en même temps les parties à une audience qui doit avoir lieu sans délai ou impartit à la partie adverse un délai pour se prononcer par écrit. Après avoir entendu la partie adverse, le tribunal statue sur la requête sans délai.
3. Avant d'ordonner des mesures provisionnelles, le tribunal peut ordonner d'office au requérant de fournir des sûretés »

Les mesures superprovisionnelles ne peuvent pas faire l'objet d'un recours ; elles sont révisées lorsque le juge prononce les mesures provisionnelles, souvent plusieurs mois plus tard.
Les mesures superprovisionnelles sont prises sans entendre la partie adverse ; le droit d'être entendu doit néanmoins être respecté dès que possible.

## Utilisation et critiques
Ce type de mesure est utilisé dans différents cas. Un des plus courants est celui du divorce où le juge peut déjà établir certaines contraintes comme le domicile conjugal, les contributions financières et la garde des enfants,.
Selon les médias suisses, les mesures provisionnelles et superprovisionnelles seraient souvent utilisées pour mettre en place des procédures-bâillon et ainsi « grignoter la liberté de la presse ». En 2022, lors de la révision du code de procédure civile, le parlement fédéral a validé un projet de la droite (UDC et PLR) visant à assouplir les mesures provisionnelles. Ce qui a été critiqué comme facilitant la censure des médias et permettant à de puissants hommes d’affaires d'empêcher la divulgation d’informations dérangeantes,,,,,,,.
Reporter sans frontières a dénoncé une proposition "tout simplement inacceptable", menaçant le "régime particulier qui est nécessaire pour garantir la liberté de la presse". Une large alliance d’éditeurs, de syndicats et d’associations a mis en garde les parlementaires contre cette tentative de restriction de la liberté de la presse.
Parmi les journaux qui ont fait les frais de la mise en place de mesures superprovisionnelles à leur encontre, on peut citer la SonntagsZeitung et le Matin Dimanche, dans le cadre d'une enquête au sujet de l'élection de domicile avortée de l’oligarque russe Roman Abramovitch à Verbier. L'Agefi s'était également vu imposer des mesures super-provisionnelles (levées par la suite) à la demande de Flowbank, au sujet des difficultés financières de la banque,. Le média français Blast a vu une de ses enquêtes au sujet de l’empire des newsletters alternatives Vivara bloquée,. Le site d'investigation économique Gotham City est enfin régulièrement visé par ce type de mesures,.
Les ONG sont également visées par cet outil juridique. Comme le Bruno Manser Fonds, attaqué par la fille de Taib Mahmud, ex-chef du gouvernement de l'État malaisien du Sarawak, dans le cadre d'une enquête sur la déforestation. Ou l'ONG Public Eye. En avril 2022, un sondage effectué par l’œuvre d’entraide EPER auprès de 11 ONG suisses a mis en évidence que les plaintes jugées "abusives" à l’encontre d’ONG suisses sont en hausse.